# Ben Hur, Texas
Ben Hur sau Benhur este o comunitate neîcorporată din comitatul Limestone, statul Texas, SUA. Localitatea este amplasată la altitudinea de 143 m, la o distanță de 25 de mile de orașul Waco, Texas, ea avea în anul 2000, 100 de locuitori.